# Eunectes beniensis
L’anaconda boliviano (Eunectes beniensis (Dirksen, 2002)) è una specie di serpente appartenente alla famiglia Boidae endemica della Bolivia.

## Descrizione
Questa specie è estremamente simile alle altre specie di anaconda, il corpo è robusto e la lunghezza varia dai 2 ai 3 m, con esemplari femmine più grandi dei maschi. Presenta una colorazione verde oliva con grosse macchie scure sul dorso che diventano più piccole ai lati.

## Biologia
La sua dieta include cervi, pecari, grandi roditori, uccelli e pesci. Non ci sono dati sulle abitudini riproduttive di questa specie, ma si crede siano simili a quelli delle altre anaconde.

## Distribuzione e habitat
La si trova unicamente nel dipartimento di Beni in Bolivia, anche se si crede possa abitare anche alcune zone vicine in Brasile. Predilige le paludi e zone con abbondanza d'acqua.